# Buchen-Spei-Täubling
Der Buchen-Spei-Täubling (Russula nobilis, Syn.: Russula mairei) ist ein Pilz aus der Familie der Täublingsverwandten (Russulaceae) und ein Mykorrhizapilz der Rotbuche (Fagus sylvatica).

## Merkmale
Der Hut des Buchen-Spei-Täublings ist 3 bis 9 cm breit. Jung ist der Hut kugelig bis halbkugelig, später gewölbt bis ausgebreitet. Die Huthaut ist schwach klebrig und zinnober- bis karminrot gefärbt. Bei Feuchtigkeit ist sie glänzend, bei Trockenheit samtig matt. Im Alter bleicht sie in der Mitte oft aus. Sie lässt sich am Rand leicht abziehen, das darunter liegende Fleisch ist rosa bis rötlich angefärbt. Der Hutrand ist im Alter gerieft.
Die Lamellen sind ausgebuchtet angewachsen und stehen zumindest in der Jugend gedrängt. Viele Lamellen sind gegabelt und mit Lamelletten untermischt. Sie sind weiß oder haben einen gelblichen Schimmer und gilben mit Ammoniak.
Der weiße Stiel ist 2 bis 8 cm lang und 1 bis 1,5(2) cm dick und ziemlich weich. Auch das Fleisch ist weiß und neigt etwas zum Gilben. Der Geschmack ist brennend scharf, der Geruch angenehm obstartig, beim Trocknen kann der Pilz auch einen leichten Honiggeruch entwickeln. Das Sporenpulver ist weiß.

### Makrochemische Reaktionen
Mit Kaliumhydroxidlösung verfärbt sich die Huthaut gelbbraun bis hellbraun, mit Salpetersäure rosa bis saturnrot. Gibt man Kaliumhydroxydlösung auf das Fleisch, erhält man ebenfalls sofort eine gelbbraune Verfärbung. Sulfovanillin verfärbt das Fleisch lila und Eisen(II)-sulfatlösung schmutzig graurötlich bis schmutzig gelbgrau.

### Mikroskopische Merkmale
Die Sporen selbst sind rundlich elliptisch, 7 bis 8,5 µm lang und 6 bis 6,5 µm breit. Die relativ kleinen Warzen stehen nur mäßig hervor. Sie sind nur bis zu 0,5 µm hoch und kurz- oder stumpf stachelig. Normalerweise sind die Warzen nahezu vollständig durch feine Linien verbunden, die ein engmaschiges Netz ausbilden. Die Basidien sind 40 bis 50 µm lang und 9 bis 12,5 µm breit mit vier im Durchmesser 5 bis 7 μm langen Sterigmen. Die Zystiden sind 65 bis 75 µm lang und 7,5 bis 10 µm breit, sie sind gestreckt-bauchig, oben abgestumpft, meist nur mit undeutlichem Spitzchen. In Sulfovanillin erscheinen sie blau.
Die Huthaut hat 66–85 µm lange und 6–10 μm breite, keulenförmige Pileozystiden und Flockenhaare (3 bis 4 µm).

## Artabgrenzung
- Für den Pilzsammler ist die Unterscheidung von Zinnober-Täubling und Buchen-Spei-Täubling wohl am wichtigsten. Beide Arten haben die gleiche rote Hutfarbe und kommen in bodensauren Buchenwäldern recht häufig vor. Der Zinnober-Täubling hat aber viel festeres Fleisch, und der Stiel ist zumindest leicht rötlich überhaucht. Er schmeckt mild, eventuell ein wenig bitter, und die Huthaut lässt sich nicht abziehen.

Viel ähnlicher sind natürlich die nahe verwandten Speitäublinge: der Kirschrote-, der Kiefern- und der Zwerg-Spei-Täubling.
- Der Zwerg-Spei-Täubling kommt nur im Hochgebirge vor und kann so in den meisten Fällen ausgeschlossen werden.
- Das Fleisch des Kirschroten Spei-Täublings ist unter der Huthaut weiß, außerdem geht der Pilz eine Symbiose mit Kiefer und Fichte ein.[1]
- Am schwersten ist die Abgrenzung zum Kiefern-Spei-Täubling, der – anders, als sein Name vermuten lässt – auch unter Buchen zu finden ist. Er ist recht klein mit einem Hutdurchmesser von 2 bis 5 cm und zerbrechlich. Seine Huthaut lässt sich fast bis zur Mitte abziehen, und das Fleisch darunter ist meist weiß. Der Pilz hat beim Trocknen keinen Honiggeruch. Das sicherste Unterscheidungsmerkmal sind die Sporen. Sie sind beim Kiefer-Spei-Täubling meist größer (7,5–12,5 × 6,2–9,2 µm). Auch haben die Sporen selbst größere, weit auseinanderstehende stachelartige Warzen.[6][7]

## Ökologie
Der Buchen-Spei-Täubling ist ein Mykorrhizapilz der Rotbuche. Er bevorzugt saure bis mäßig saure Sand-, Sandstein- oder Lehmböden, kommt aber auch auf Kalkgesteinsböden vor. Von Juli bis Oktober ist er einer der häufigsten Täublinge in bodensauren Buchenwäldern.

## Verbreitung

Europäische Länder mit Fundnachweisen des Buchen-Spei-Täubling.
Legende:
Länder mit Fundmeldungen
Länder ohne Nachweise
keine Daten
außereuropäische Länder

Der Buchen-Spei-Täubling kommt in Nordafrika (Marokko), Nordamerika (USA) und Europa vor. In Europa ist er in West- und Mitteleuropa, einschließlich Ungarn und Tschechien, also im gesamten Verbreitungsgebiet der Rotbuche verbreitet.

## Systematik

### Unterarten und Varietäten
In der Vergangenheit wurden die langstieligen Formen des Buchen-Spei-Täublings auch als eigene Art beschrieben und unter dem Namen Langstieliger Buchen-Spei-Täubling (Russula fageticola) vom Gedrungenwachsenden Buchen-Spei-Täubling (Russula mairei) abgetrennt.
Da beide Formen aber durch Zwischenstufen miteinander verbunden sind, wurde diese Abtrennung wieder verworfen.

### Infragenerische Systematik
Sehr ähnlich sind die nahe verwandten Arten Kirschroter (Russula emetica), Zwerg- (Russula nana) und Kiefern-Spei-Täubling (Russula silvestris). Sie werden allesamt in der Subsektion Emeticinae innerhalb der Sektion Russula zusammengefasst. Lange Zeit wurden sie nur als Varietäten des Kirschroten Spei-Täublings angesehen.

## Verwendung
Der Buchen-Spei-Täubling gilt als Giftpilz. Der Genuss kann zu Verdauungsbeschwerden und Erbrechen führen. Aufgrund seines wirklich scharfen Geschmacks dürften Vergiftungen mit dem Buchen-Spei-Täubling äußerst selten sein. Weitere Informationen zur Toxizität finden sich im Artikel Kirschroter Spei-Täubling.